# Parafia Świętych Konstantyna i Heleny w Clamart
Parafia Świętych Konstantyna i Heleny – parafia prawosławna w Clamart, w eparchii chersoneskiej Rosyjskiego Kościoła Prawosławnego. Jest to parafia etnicznie rosyjska, założona przez emigrantów z ZSRR. W 1946 liczyła 531 osób.